# Фоллис

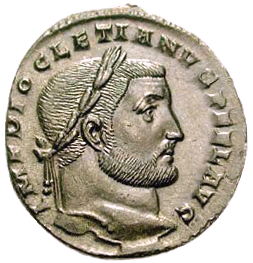
Фоллис Диоклетиана

Фо́ллис (лат. follis — мешок, кошелёк) — римская и византийская бронзовая монета.

## Римская империя
Фоллис был большой бронзовой монетой, введённой примерно в 294 году (настоящее название этой монеты неизвестно). Слово «фоллис» означает монету, счёт на которую шёл горстями и мешками. Фоллис Диоклетиана, несмотря на усилия по сохранению веса монеты, был облегчён. Ко времени Константина I фоллис был меньше и почти не содержал серебра. В результате денежных кризисов фоллис был заменен на асс (346 год).
Сначала вес монеты составлял 9-13 грамм при диаметре 27-30 мм, а около 311 г. упал до 4-5 грамм (диаметр уменьшился до 20-21 мм).

## Византийская империя

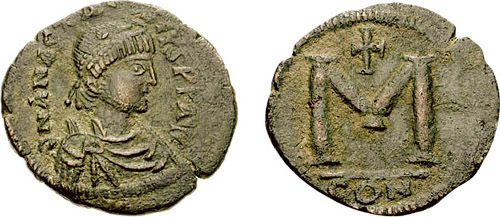
Фоллис Анастасия I, Константинопольский монетный двор, 498—507 год чеканки

Византийский император Анастасий I в 498 году провел денежную реформу. Стали чеканить большие бронзовые монеты в 40 (фоллис) и 20 нуммий (1/2 фоллиса). Размеры и вес фоллисов менялись в разное время ещё при правлении Анастасия I: 498 год — вес 9 г, диаметр 23—27 мм; 512 год — вес 18 г; при Юстиниане I: 538 год — вес 22 г, диаметр до 40 мм. Далее количество номиналов выросло. Стоимость обозначалась греческими буквами: M (1 фоллис или 40 нуммиев), K (1/2 фоллиса или 20 нуммиев), I (1/4 фоллиса или 10 нуммиев; декануммион), E (1/8 фоллиса или 5 нуммиев, пентануммион). Новую монету приветствовали особенно бедные граждане, поскольку бронзовая монета в обращении стала редкой, была плохой по качеству и не имела указания ценности. Новую монету чеканили на трёх монетных дворах, которые функционировали при Анастасии в Константинополе, Никомедии и Антиохии Чеканка фоллисов продержалась вплоть до X века..
Описание одного из вариантов фоллиса Анастасия I:
- Аверс: DN ANASTA SIVSPPAVC; погрудное изображение императора в профиль направо в военном одеянии и в диадеме.
- Реверс: Большая числовая буква М (40 нуммий); сверху крест, а внизу буква А (officinal prima, то есть 1-я мастерская); по сторонам две звезды, а наверху крест; в обрезе: CON (Constantinopolis). Вес: 16,5 г[4].

## Влияние на денежные системы Востока и России
В конце VII века в Арабском халифате чеканились монеты-подобия византийских фоллисов. По мнению Ивана Спасского, их названия — фулюс, фельс, фелс — происходят от древнеримской монеты. От фоллиса ведёт происхождение пул Золотой Орды, а затем и древнерусское пуло. Отсюда же и названия современных разменных денежных единиц Бахрейна, Иордании, Ирака, Кувейта, Объединённых Арабских Эмиратов и Йемена — филс (в первых четырёх странах филс равен 1/1000 базовой валюты), а также Афганистана — пул.